# Hernád
Hernád (húngaro) u Hornád (eslovaco) es un río en Eslovaquia oriental y Hungría nororiental. Es un afluente del río Sajó, que es a su vez afluente del río Tisza.
La fuente del Hornád se encuentra en las montañas del Bajo Tatra bajo la colina de Kráľova hoľa, al suroeste de Poprad. Fluye a través de las regiones eslovacas de Spiš y Abov, y el condado húngaro de Borsod-Abaúj-Zemplén. Tiene 286 km de largo, 193 km ubicados en territorio eslovaco.
Pasa por las ciudades de Spišská Nová Ves y Košice, ambas en Eslovaquia. Tiene afluentes como el Hnilec y el Torysa, y fluye al Sajó al sureste de Miskolc.